# Поки не випав сніг...
«Поки не випав сніг…» (рос. «Пока не випал снег») — радянський художній телефільм 1984 року режисера Ігоря Апасяна.

## Сюжет
Готуючись до зустрічі колишніх однокласників, героїня фільму згадує шкільні роки, своє перше кохання. Колись воно викликало осуд оточуючих, через що молодим закоханим довелося розлучитися…

## У ролях
- Наталя Сайко
- Олександр Пороховщиков
- Олена Соловей
- Максим Кисельов
- Євгенія Добровольська
- Ольга Машная
- Сергій Бистрицький
- Борис Гусаков

## Творча група
- Автори сценарію: Олена Щербиновська, Людмила Абрамова, Ігор Апасян (за участю)
- Режисер-постановник: Ігор Апасян
- Оператор-постановник: Леонід Бурлака
- Художник-постановник: Анатолій Наумов
- У фільмі використано музику композиторів Євгена Крилатова і Валерія Зубкова
- Режисер: Н. Безсокирна
- Оператор: Сергій Тартишніков
- Художник по костюмах: Тетяна Піддубна
- Художник по гриму: Р. Молчанова
- Звукооператор: А. Ніколаєвський
- Режисер монтажу: Т. Римарьова
- Художник-декоратор: Р. Собко
- Редактор: Ольга Жукова
- Музичний редактор: Олена Вітухіна
- Комбіновані зйомки: оператор — А. Талдикін
- Директор картини: Вольдемар Дмитрієв